# San Antonio (Nueva Ecija)
San Antonio ist eine philippinische Stadtgemeinde in der Provinz Nueva Ecija. Sie hat 77.836 Einwohner (Zensus 1. August 2015).
San Antonio grenzt an Jaen im Osten, Zaragosa im Norden, Cabiao im Süden und Concepcion in der Provinz Tarlac im Westen.
Ortsheiliger ist Antonius von Padua zu dessen Ehren jährlich am 16. und 17. Januar ein Fest stattfindet.

## Baranggays
San Antonio ist politisch unterteilt in 16 Baranggays.
| - Buliran - Cama Juan - Julo - Lawang Kupang - Luyos - Maugat - Panabingan - Papaya | - Poblacion - San Francisco - San Jose - San Mariano - Santa Cruz - Santo Cristo - Santa Barbara - Tikiw |